# Statistiche e record della Società Sportiva Calcio Napoli
Sono riportate in questa pagina le statistiche riguardanti la Società Sportiva Calcio Napoli, società calcistica italiana con sede a Napoli.

## Bilancio del Napoli nei 79 campionati di Serie A a girone unico disputati

### Statistiche di tutte le squadre affrontate
In questa tabella sono raccolte tutte le statistiche (partite giocate, vittorie, pareggi, sconfitte, gol totali fatti e subiti) relative alle partite del Napoli in serie A. 

N.B.: In grassetto le squadre che disputano la stagione 2024-2025. Le partite disputate in campo neutro sono state inserite nella colonna fuori casa.
Saldo vittorie-sconfitte:  = positivo;  = neutro;  = negativo.
Statistiche aggiornate al 16 agosto 2025
| Squadra         | G    | VC  | PC  | SC  | VF  | PF  | SF  | VT   | PT  | ST  | GF   | GS   | Saldo |
| --------------- | ---- | --- | --- | --- | --- | --- | --- | ---- | --- | --- | ---- | ---- | ----- |
| Alessandria     | 26   | 8   | 3   | 1   | 1   | 3   | 10  | 9    | 6   | 11  | 40   | 43   | No    |
| Ancona          | 4    | 1   | 1   | 0   | 1   | 1   | 0   | 2    | 2   | 0   | 6    | 1    | Si    |
| Ascoli          | 28   | 10  | 4   | 0   | 3   | 8   | 3   | 13   | 12  | 3   | 40   | 20   | Si    |
| Atalanta        | 108  | 35  | 10  | 9   | 14  | 18  | 22  | 49   | 28  | 31  | 156  | 126  | Si    |
| Avellino        | 20   | 6   | 3   | 1   | 4   | 4   | 2   | 10   | 7   | 3   | 22   | 9    | Si    |
| Bari            | 52   | 20  | 4   | 2   | 8   | 10  | 8   | 28   | 14  | 10  | 81   | 42   | Si    |
| Benevento       | 4    | 2   | 0   | 0   | 2   | 0   | 0   | 4    | 0   | 0   | 12   | 1    | Si    |
| Bologna         | 132  | 32  | 23  | 11  | 18  | 17  | 31  | 50   | 40  | 42  | 198  | 177  | Si    |
| Brescia         | 38   | 8   | 10  | 1   | 8   | 4   | 7   | 16   | 14  | 8   | 38   | 31   | Si    |
| Cagliari        | 76   | 23  | 10  | 5   | 12  | 17  | 9   | 35   | 27  | 14  | 109  | 58   | Si    |
| Carpi           | 2    | 1   | 0   | 0   | 0   | 1   | 0   | 1    | 1   | 0   | 1    | 0    | Si    |
| Casale          | 8    | 4   | 0   | 0   | 2   | 0   | 2   | 6    | 0   | 2   | 18   | 5    | Si    |
| Catania         | 26   | 11  | 1   | 1   | 1   | 6   | 6   | 12   | 7   | 7   | 31   | 21   | Si    |
| Catanzaro       | 14   | 3   | 4   | 0   | 2   | 4   | 1   | 5    | 8   | 1   | 10   | 6    | Si    |
| Cesena          | 26   | 11  | 2   | 0   | 8   | 5   | 0   | 19   | 7   | 0   | 43   | 10   | Si    |
| Chievo          | 22   | 7   | 2   | 2   | 6   | 1   | 4   | 13   | 3   | 6   | 33   | 20   | Si    |
| Como            | 24   | 12  | 0   | 0   | 6   | 4   | 2   | 18   | 4   | 2   | 54   | 16   | Si    |
| Cremonese       | 16   | 7   | 1   | 0   | 1   | 5   | 2   | 8    | 6   | 2   | 23   | 9    | Si    |
| Crotone         | 6    | 3   | 0   | 0   | 3   | 0   | 0   | 6    | 0   | 0   | 16   | 5    | Si    |
| Empoli          | 24   | 8   | 1   | 3   | 3   | 4   | 5   | 11   | 5   | 8   | 41   | 30   | Si    |
| Fiorentina      | 152  | 36  | 21  | 18  | 20  | 20  | 37  | 56   | 41  | 55  | 172  | 187  | Si    |
| Foggia          | 20   | 6   | 4   | 0   | 4   | 4   | 2   | 10   | 8   | 2   | 35   | 19   | Si    |
| Frosinone       | 6    | 2   | 1   | 0   | 3   | 0   | 0   | 5    | 1   | 0   | 20   | 4    | Si    |
| Genoa           | 104  | 26  | 19  | 7   | 15  | 18  | 19  | 41   | 37  | 26  | 153  | 123  | Si    |
| Inter           | 160  | 38  | 23  | 19  | 9   | 19  | 52  | 47   | 42  | 71  | 175  | 228  | No    |
| Juventus        | 160  | 29  | 27  | 23  | 9   | 23  | 49  | 38   | 50  | 72  | 178  | 235  | No    |
| Lazio           | 140  | 34  | 23  | 13  | 20  | 22  | 28  | 54   | 45  | 41  | 194  | 164  | Si    |
| Lecce           | 28   | 8   | 4   | 2   | 6   | 5   | 3   | 14   | 9   | 5   | 46   | 26   | Si    |
| Lecco           | 4    | 2   | 0   | 0   | 1   | 0   | 1   | 3    | 0   | 1   | 10   | 3    | Si    |
| Legnano         | 6    | 2   | 0   | 1   | 1   | 0   | 2   | 3    | 0   | 3   | 9    | 9    |       |
| Livorno         | 30   | 10  | 4   | 1   | 5   | 3   | 7   | 15   | 7   | 8   | 44   | 26   | Si    |
| Lucchese        | 12   | 6   | 0   | 0   | 0   | 3   | 3   | 6    | 3   | 3   | 24   | 14   | Si    |
| Mantova         | 8    | 2   | 2   | 0   | 2   | 1   | 1   | 4    | 3   | 1   | 6    | 2    | Si    |
| Milan           | 156  | 30  | 23  | 24  | 19  | 26  | 34  | 49   | 49  | 58  | 180  | 217  | No    |
| Modena          | 18   | 7   | 0   | 2   | 1   | 2   | 6   | 8    | 2   | 8   | 28   | 26   |       |
| Monza           | 6    | 2   | 1   | 0   | 2   | 0   | 1   | 4    | 1   | 1   | 11   | 4    | Si    |
| Novara          | 22   | 7   | 0   | 4   | 2   | 4   | 5   | 9    | 4   | 9   | 28   | 24   |       |
| Padova          | 26   | 7   | 3   | 2   | 3   | 4   | 7   | 10   | 7   | 9   | 31   | 34   | Si    |
| Palermo         | 48   | 17  | 6   | 1   | 7   | 9   | 8   | 24   | 15  | 9   | 78   | 33   | Si    |
| Parma           | 40   | 11  | 4   | 5   | 7   | 4   | 9   | 18   | 8   | 14  | 59   | 51   | Si    |
| Perugia         | 16   | 3   | 4   | 1   | 0   | 4   | 4   | 3    | 8   | 5   | 20   | 21   | No    |
| Pescara         | 16   | 7   | 1   | 0   | 3   | 2   | 3   | 10   | 3   | 3   | 38   | 14   | Si    |
| Piacenza        | 8    | 0   | 3   | 1   | 1   | 1   | 2   | 1    | 4   | 3   | 4    | 6    | No    |
| Pisa            | 14   | 4   | 2   | 1   | 2   | 3   | 2   | 6    | 5   | 3   | 14   | 11   | Si    |
| Pistoiese       | 2    | 1   | 0   | 0   | 1   | 0   | 0   | 2    | 0   | 0   | 2    | 0    | Si    |
| Pro Patria      | 20   | 8   | 2   | 0   | 2   | 4   | 4   | 10   | 6   | 4   | 37   | 22   | Si    |
| Pro Vercelli    | 12   | 5   | 1   | 0   | 0   | 3   | 3   | 5    | 4   | 3   | 15   | 16   | Si    |
| Reggiana        | 6    | 3   | 0   | 0   | 1   | 1   | 1   | 4    | 1   | 1   | 10   | 3    | Si    |
| Reggina         | 6    | 2   | 1   | 0   | 0   | 2   | 1   | 2    | 3   | 1   | 13   | 8    | Si    |
| Roma            | 160  | 36  | 25  | 19  | 14  | 31  | 35  | 50   | 56  | 54  | 183  | 201  | No    |
| Salernitana     | 10   | 3   | 2   | 0   | 3   | 2   | 0   | 6    | 4   | 0   | 17   | 7    | Si    |
| Sampdoria       | 112  | 28  | 19  | 9   | 18  | 17  | 21  | 46   | 36  | 30  | 149  | 128  | Si    |
| Sampierdarenese | 6    | 1   | 1   | 1   | 2   | 1   | 0   | 3    | 2   | 1   | 12   | 8    | Si    |
| Sassuolo        | 22   | 8   | 2   | 1   | 5   | 5   | 1   | 13   | 7   | 2   | 49   | 20   | Si    |
| Siena           | 12   | 5   | 1   | 0   | 2   | 3   | 1   | 7    | 4   | 1   | 23   | 9    | Si    |
| SPAL            | 34   | 12  | 1   | 3   | 7   | 5   | 6   | 19   | 6   | 9   | 56   | 46   | Si    |
| Spezia          | 6    | 1   | 0   | 2   | 3   | 0   | 0   | 4    | 0   | 2   | 12   | 4    | Si    |
| Ternana         | 4    | 2   | 0   | 0   | 0   | 2   | 0   | 2    | 2   | 0   | 8    | 1    | Si    |
| Torino          | 142  | 31  | 31  | 9   | 22  | 24  | 25  | 53   | 55  | 34  | 181  | 148  | Si    |
| Triestina       | 46   | 17  | 4   | 1   | 6   | 9   | 9   | 23   | 13  | 10  | 68   | 50   | Si    |
| Udinese         | 86   | 27  | 12  | 4   | 10  | 20  | 13  | 37   | 32  | 17  | 140  | 109  | Si    |
| Varese          | 12   | 4   | 2   | 0   | 4   | 1   | 1   | 8    | 3   | 1   | 23   | 6    | Si    |
| Venezia         | 16   | 5   | 3   | 0   | 2   | 4   | 2   | 7    | 7   | 2   | 19   | 11   | Si    |
| Verona          | 64   | 22  | 8   | 2   | 13  | 7   | 12  | 35   | 15  | 14  | 108  | 54   | Si    |
| Vicenza         | 50   | 15  | 7   | 2   | 4   | 10  | 12  | 19   | 17  | 14  | 57   | 61   | Si    |
| Totale          | 2684 | 743 | 376 | 214 | 366 | 440 | 546 | 1108 | 816 | 760 | 3711 | 3023 | Si    |

### I record in Serie A
Dati aggiornati alla stagione 2024-2025.
- Maggior numero di vittorie in campionato:
16 squadre: 18 (1987-88)
18 squadre: 21 (1989-90)
20 squadre: 28 (2017-18; 2022-23)
21 squadre: 12 (1947-48)
- Minor numero di vittorie in campionato:
16 squadre: 6 (1971-72)
18 squadre: 2 (1997-98)
20 squadre: 12 (2008-09)
21 squadre: 12 (1947-48)
- Maggior numero di pareggi in campionato:
16 squadre: 16 (1971-72)
18 squadre: 16 (1958-59)
20 squadre: 14 (2009-10)
21 squadre: 10 (1947-48)
- Minor numero di pareggi in campionato:
16 squadre: 6 (1935-36; 1939-40; 1987-88)
18 squadre: 1 (1930-31)
20 squadre: 5 (2020-21)
21 squadre: 10 (1947-48)
- Maggior numero di sconfitte in campionato:
16 squadre: 15 (1939-40; 1941-42)
18 squadre: 24 (1997-98)
20 squadre: 16 (2007-08; 2008-09)
21 squadre: 18 (1947-48)
- Minor numero di sconfitte in campionato:
16 squadre: 3 (1974-75; 1986-87)
18 squadre: 4 (1989-90)
20 squadre: 3 (2017-18)
21 squadre: 18 (1947-48)
- Maggior numero di vittorie in casa:
16 squadre: 13 (1974-75)
18 squadre: 16 (1989-90)
20 squadre: 16 (2015-16)
21 squadre: 10 (1947-48)
- Minor numero di vittorie in casa:
16 squadre: 4 (1971-72)
18 squadre: 2 (1997-98)
20 squadre: 9 (2009-10)
21 squadre: 10 (1947-48)
- Maggior numero di vittorie in trasferta:
16 squadre: 7 (1986-87)
18 squadre: 7 (1933-34; 1988-89)
20 squadre: 14 (2017-18; 2022-23)
21 squadre: 2 (1947-48)
- Minor numero di vittorie in trasferta:
16 squadre: 0 (1972-73)
18 squadre: 0 (1997-98)
20 squadre: 2 (2008-09)
21 squadre: 2 (1947-48)
- Maggior numero di pareggi in casa:
16 squadre: 11 (1971-72)
18 squadre: 7 (1958-59; 1993-94; 1996-97; 2000-01)
20 squadre: 8 (2009-10)
21 squadre: 7 (1947-48)

- Minor numero di pareggi in casa:
16 squadre: 1 (1935-36; 1974-75)
18 squadre: 0 (1930-31)
20 squadre: 2 (1951-52)
21 squadre: 7 (1947-48)
- Maggior numero di pareggi in trasferta:
16 squadre: 12 (1974-75)
18 squadre: 10 (1990-91)
20 squadre: 7 (2011-12; 2024-25)
21 squadre: 3 (1947-48)
- Minor numero di pareggi in trasferta:
16 squadre: 1 (1941-42)
18 squadre: 1 (1930-31)
20 squadre: 2 (1946-47)
21 squadre: 3 (1947-48)
- Maggior numero di sconfitte in casa:
16 squadre: 5 (1935-36; 1936-37)
18 squadre: 11 (1997-98)
20 squadre: 6 (1951-52)
21 squadre: 3 (1947-48)
- Minor numero di sconfitte in casa:
16 squadre: 0 (1937-38; 1971-72; 1972-73; 1986-87)
18 squadre: 0 (1989-90)
20 squadre: 0 (2015-16)
21 squadre: 3 (1947-48)
- Maggior numero di sconfitte in trasferta:
16 squadre: 12 (1941-42)
18 squadre: 13 (1997-98)
20 squadre: 14 (1946-47)
21 squadre: 15 (1947-48)
- Minor numero di sconfitte in trasferta:
16 squadre: 2 (1974-75)
18 squadre: 4 (1988-89; 1989-90)
20 squadre: 1 (2017-18)
21 squadre: 15 (1947-48)
- Maggior numero di vittorie iniziali consecutive:
8 (2017-18; 2021-22)
- Maggior numero di vittorie consecutive:
11 (2022-23)
- Maggior numero di pareggi consecutivi:
6 (1958-59; 1978-79)
- Maggior numero di sconfitte consecutive:
6 (1997-98)
- Record di risultati utili consecutivi (senza sconfitte):
16 (1989-90: 9 vittorie - 7 pareggi)
- Vittoria più larga in casa:
16 ottobre 1955: Napoli-Pro Patria 8-1 (1955-56)
29 ottobre 1950: Napoli-Como 7-0 (1950-51)
- Vittoria più larga in trasferta:
4 febbraio 2017: Bologna-Napoli 1-7 (2016-17)
- Sconfitta più larga in casa:
15 gennaio 1939: Napoli-Bologna 1-6 (1938-39)
- Sconfitta più larga in trasferta:
29 marzo 1959: Roma-Napoli 8-0 (1958-59)

| Punti - Maggior numero di punti ottenuti in una stagione: - Vittoria da 2 punti: 16 squadre: 42 punti (1986-87; 1987-88) 18 squadre: 51 punti (1989-90) 20 squadre: 42 punti (1951-52) 21 squadre: 34 punti (1947-48) - Vittoria da 3 punti (dal 1994): 18 squadre: 51 punti (1994-95) 20 squadre: 91 punti (2017-18) - Maggior numero di punti ottenuti in casa in una stagione: - Vittoria da 2 punti: 16 squadre: 27 punti (1974-75) 18 squadre: 33 punti (1989-90) 20 squadre: 29 punti (1946-47) 21 squadre: 27 punti (1947-48) - Vittoria da 3 punti (dal 1994): 18 squadre: 32 punti (1994-95) 20 squadre: 51 punti (2015-16) - Maggior numero di punti ottenuti in trasferta in una stagione: - Vittoria da 2 punti: 16 squadre: 19 punti (1986-87) 18 squadre: 20 punti (1988-89) 20 squadre: 18 punti (1951-52) 21 squadre: 7 punti (1947-48) - Vittoria da 3 punti (dal 1994): 18 squadre: 19 punti (1994-95) 20 squadre: 46 punti (2017-18) - Maggior numero di punti di vantaggio sulla seconda classificata: (Napoli campione d'italia come riferimento): 16 punti (2022-23) | Reti - Maggior numero di reti segnate in campionato: 16 squadre: 55 (1987-88) 18 squadre: 65 (1957-58) 20 squadre: 94 (2016-17) 21 squadre: 50 (1947-48) - Minor numero di reti segnate in campionato: 16 squadre: 18 (1972-73) 18 squadre: 25 (1997-98) 20 squadre: 43 (2008-09) 21 squadre: 50 (1947-48) - Maggior numero di reti subite in campionato: 16 squadre: 51 (1941-42) 18 squadre: 76 (1997-98) 20 squadre: 59 (1946-47) 21 squadre: 46 (1947-48) - Minor numero di reti subite in campionato: 16 squadre: 19 (1970-71) 18 squadre: 23 (1966-67) 20 squadre: 27 (2024-25) 21 squadre: 46 (1947-48) |

## Bilancio del Napoli nei 12 Campionati di Serie B disputati

### I record in Serie B
- Maggior numero di vittorie in un campionato:
18 squadre: 16 (1942-43)
20 squadre: 17 (1999-00)
22 squadre: 27 (1949-50)
24 squadre: 10 (2003-04)
- Minor numero di vittorie in un campionato:
18 squadre: 16 (1942-43)
20 squadre: 10 (2002-03)
22 squadre: 17 (1948-49)
24 squadre: 10 (2003-04)
- Maggior numero di pareggi in un campionato:
18 squadre: 9 (1942-43)
20 squadre: 16 (1964-65)
22 squadre: 16 (2006-07)
24 squadre: 26 (2003-04)
- Minor numero di pareggi in un campionato:
18 squadre: 9 (1942-43)
20 squadre: 12 (1999-00)
22 squadre: 7 (1949-50)
24 squadre: 26 (2003-04)
- Maggior numero di sconfitte in un campionato:
18 squadre: 7 (1942-43)
20 squadre: 13 (2002-03)
22 squadre: 14 (1948-49)
24 squadre: 10 (2003-04)

- Minor numero di sconfitte in un campionato:
18 squadre: 7 (1942-43)
20 squadre: 6 (1964-65)
22 squadre: 5 (2006-07)
24 squadre: 10 (2003-04)
- Maggior numero di vittorie consecutive:
18 squadre: 3 (1942-43)
20 squadre: 5 (2001-02)
22 squadre: 4 (1949-50; 2006-07)
24 squadre: 3 (2003-04)
- Maggior numero di pareggi consecutivi:
? (stagione ?)
- Maggior numero di sconfitte consecutive:
? (stagione ?)
- Record di risultati utili consecutivi (senza sconfitte):
18 (2006-07: 8 vittorie - 10 pareggi)
- Vittoria più larga in casa:
20 settembre 1964: Napoli-Monza 5-0 (1964-65)
- Vittoria più larga in trasferta:
4 giugno 1950: Brescia-Napoli 1-5 (1949-50)
12 dicembre 1999: Alzano Virescit-Napoli 0-4 (1999-00)
- Sconfitta più larga in casa:
13 dicembre 1998: Napoli-Ravenna 2-4 (1998-99)
11 giugno 2000: Napoli-Genoa 1-3 (1999-00)
- Sconfitta più larga in trasferta:
15 dicembre 1963: Palermo-Napoli 4-0 (1963-64)
24 ottobre 1999: Treviso-Napoli 5-1 (1999-00)
15 dicembre 2002: Ascoli-Napoli 4-0 (2002-03)
16 novembre 2003: Palermo-Napoli 4-0 (2003-04)

| Punti - Maggior numero di punti ottenuti in una stagione: - Vittoria da 2 punti: 18 squadre: 41 punti (1942-43) 20 squadre: 48 punti (1964-65) 22 squadre: 61 punti (1949-50) - Vittoria da 3 punti (dal 1994): 20 squadre: 63 punti (1999-00) 22 squadre: 79 punti (2006-07) 24 squadre: 56 punti (2003-04) - Maggior numero di punti ottenuti in casa in una stagione: - Vittoria da 2 punti: 18 squadre: ? punti (stagione ?) 20 squadre: ? punti (stagione ?) 22 squadre: ? punti (stagione ?) - Vittoria da 3 punti (dal 1994): 20 squadre: ? punti (stagione ?) 22 squadre: ? punti (stagione ?) 24 squadre: ? punti (stagione ?) - Maggior numero di punti ottenuti in trasferta in una stagione: - Vittoria da 2 punti: 18 squadre: ? punti (stagione ?) 20 squadre: ? punti (stagione ?) 22 squadre: ? punti (stagione ?) - Vittoria da 3 punti (dal 1994): 20 squadre: ? punti (stagione ?) 22 squadre: ? punti (stagione ?) 24 squadre: ? punti (stagione ?) - Maggior numero di punti di vantaggio sulla seconda classificata: (Napoli primo classificato come riferimento): 1 punto (1949-50) | Reti - Maggior numero di reti segnate in un campionato: 18 squadre: 46 (1942-43) 20 squadre: 55 (1999-00) 22 squadre: 76 (1949-50) 24 squadre: 35 (2003-04) - Minor numero di reti segnate in un campionato: 18 squadre: 46 (1942-43) 20 squadre: 39 (1963-64) 22 squadre: 43 (1948-49) 24 squadre: 35 (2003-04) - Maggior numero di reti subite in un campionato: 18 squadre: 27 (1942-43) 20 squadre: 49 (2002-03) 22 squadre: 40 (1948-49) 24 squadre: 43 (2003-04) - Minor numero di reti subite in un campionato: 18 squadre: 27 (1942-43) 20 squadre: 21 (1964-65) 22 squadre: 29 (2006-07) 24 squadre: 43 (2003-04) |

## Bilancio del Napoli nei 2 Campionati di Serie C1 disputati

### I record in Serie C1
- Maggior numero di vittorie in un campionato:
18 squadre: 19 (2005-06)
- Minor numero di vittorie in un campionato:
18 squadre: 17 (2004-05)
- Maggior numero di pareggi in un campionato:
18 squadre: 11 (2005-06)
- Minor numero di pareggi in un campionato:
18 squadre: 10 (2004-05)
- Maggior numero di sconfitte in un campionato:
18 squadre: 7 (2004-05)
- Minor numero di sconfitte in un campionato:
18 squadre: 4 (2005-06)

- Maggior numero di vittorie iniziali consecutive:
3 (2005-06)
- Maggior numero di vittorie consecutive:
4 (2004-05; 2005-06)
- Maggior numero di pareggi consecutivi:
3 (2005-06)
- Maggior numero di sconfitte consecutive:
1 (2004-05; 2005-06)
- Record di risultati utili consecutivi (senza sconfitte):
13 (2005-06: 8 vittorie - 5 pareggi)

| Punti - Maggior numero di punti ottenuti in una stagione: - Vittoria da 3 punti (dal 1994): 18 squadre: 68 punti (2005-06) - Maggior numero di punti ottenuti in casa in una stagione: - Vittoria da 3 punti (dal 1994): 18 squadre: 43 punti (2005-06) - Maggior numero di punti ottenuti in trasferta in una stagione: - Vittoria da 3 punti (dal 1994): 18 squadre: 25 punti (2005-06) - Maggior numero di punti di vantaggio sulla seconda classificata (Napoli primo classificato come riferimento) 13 punti (2005-06) | Reti - Maggior numero di reti segnate in un campionato: 18 squadre: 48 (2005-06) - Minor numero di reti segnate in un campionato: 18 squadre: 45 (2004-05) - Maggior numero di reti subite in un campionato: 18 squadre: 31 (2004-05) - Minor numero di reti subite in un campionato: 18 squadre: 20 (2005-06) |

## Record di allenatori
Dati aggiornati al 20 febbraio 2024. In grassetto l'attuale allenatore del Napoli.
| Panchine in Campionato 1. Eraldo Monzeglio 236 2. William Garbutt 200 3. Bruno Pesaola 200 4. Amedeo Amadei 164 5. Walter Mazzarri 157 6. Edoardo Reja 156 7. Ottavio Bianchi 149 8. Luís Vinício 144 9. Giuseppe Chiappella 141 10. Maurizio Sarri 114 | Panchine in Serie A 1. William Garbutt 200 2. Eraldo Monzeglio 194 3. Amedeo Amadei 164 4. Bruno Pesaola 162 5. Walter Mazzarri 157 6. Ottavio Bianchi 149 7. Luís Vinício 144 8. Giuseppe Chiappella 141 9. Maurizio Sarri 114 10. Rino Marchesi 100 |

| Panchine in Europa (Competizioni UEFA) 1. Walter Mazzarri 28 2. Rafael Benítez 26 3. Maurizio Sarri 26 4. Carlo Ancelotti 18 5. Bruno Pesaola 17 6. Ottavio Bianchi 16 7. Luciano Spalletti 16 8. Luís Vinício 12 9. Albertino Bigon 10 Gennaro Gattuso 10 | Panchine in tutte le coppe europee 1. Bruno Pesaola 35 2. Walter Mazzarri 28 3. Rafael Benítez 26 4. Maurizio Sarri 26 5. Giuseppe Chiappella 21 6. Carlo Ancelotti 18 7. Ottavio Bianchi 16 8. Luciano Spalletti 16 9. Luís Vinício 12 10. Albertino Bigon 10 Gennaro Gattuso 10 | Percentuale vittorie in tutte le coppe europee 1. Luciano Spalletti 62.5 2. Bruno Pesaola 60 3. Maurizio Sarri 53.85 4. Rudi Garcia 50 5. Walter Mazzarri 50 6. Giuseppe Chiappella 47.62 7. Carlo Ancelotti 44.44 8. Ottavio Bianchi 43.75 9. Gennaro Gattuso 40 10. Rafael Benítez 38.46 11. Luís Vinício 33.33 |

| Panchine nelle Coppe nazionali (Coppa Italia e Supercoppa) 1. Ottavio Bianchi 43 2. Giuseppe Chiappella 38 3. Luís Vinício 35 4. Edoardo Reja 21 5. Gianni Di Marzio 19 6. Rino Marchesi 17 7. Bruno Pesaola 17 8. Albertino Bigon 15 9. Walter Mazzarri 11 10. Amadeo Amadei 10 Rafael Benítez 10 Walter Novellino 10 Gennaro Gattuso 10 | Panchine totali 1. Bruno Pesaola 252 2. Eraldo Monzeglio 236 3. Ottavio Bianchi 211 4. William Garbutt 203 5. Giuseppe Chiappella 200 6. Walter Mazzarri 199 7. Luís Vinício 191 8. Edoardo Reja 189 9. Amedeo Amadei 176 10. Maurizio Sarri 148 |

## Allenatori premiati
Nella presente sezione vengono citati gli allenatori vincitori di riconoscimenti calcistici durante la guida del Napoli o premi alla carriera.
Seminatore d'oro:
Amedeo Amadei (1) 1957-1958,
Ottavio Bianchi (1) 1987
Panchina d'oro speciale:
Alberto Bigon (1) 1997, 
Marcello Lippi (1) 2006,
Claudio Ranieri (1) 2016
Panchina d'argento Speciale:
Luís Vinício (1) 2015
Hall of fame del calcio italiano:
nella categoria Allenatore italiano: Marcello Lippi 2011, Claudio Ranieri 2016
nella categoria Riconoscimenti alla memoria: Eraldo Monzeglio 2013
L'allenatore dei sogni:
Walter Mazzarri (1) 2011,
Maurizio Sarri (1) 2016
Premio Nazionale Enzo Bearzot:
Walter Mazzarri (1) 2012,
Maurizio Sarri (1) 2017, Luciano Spalletti (1) 2023
Panchina d'oro:
Maurizio Sarri (1) 2015-2016
Gran Galà del calcio AIC:
Migliore allenatore: Maurizio Sarri 2017
Serie A Coach of the Month: Luciano Spalletti (4): Settembre 2021, Febbraio 2022, Ottobre 2022, Gennaio 2023; Antonio Conte (2): Settembre 2024, Gennaio 2025
Premi Lega Serie A:
Miglior allenatore: Luciano Spalletti 2022-2023, Antonio Conte 2024-2025

## Altri record e statistiche
- Miglior cannoniere in campionato:
  - Divisione Nazionale: Attila Sallustro con 22 reti nella Stagione 1928-1929.
  - Serie A: Gonzalo Higuaín con 36 reti nella Stagione 2015-2016.
  - Serie B: Stefan Schwoch con 22 reti nella Stagione 1999-2000.
  - Serie C1: Emanuele Calaiò con 18 reti nella Stagione 2005-2006.
- Miglior marcatore in una gara di Divisione Nazionale: Attila Sallustro, 5 reti in Napoli-Reggiana 6-2 (12 maggio 1929), nella Stagione 1928-1929.[77]
- Miglior marcatore in una gara di Serie A: Hasse Jeppson, 4 reti in Napoli-Atalanta 6-3 (27 settembre 1953), nella stagione 1953-1954.[78] Luís Vinício, 4 reti in Napoli-Palermo 4-1 (9 giugno 1957), nella stagione 1956-1957.[79] Giuseppe Savoldi, 4 reti in Napoli-Foggia 5-0 (18 dicembre 1977), nella Stagione 1977-1978.[80] Dries Mertens, 4 reti in Napoli-Torino 5-3 (18 dicembre 2016), nella stagione 2016-2017.
- Vincitori della classifica marcatori:
  - Diego Armando Maradona con 15 reti nella Stagione 1987-1988 (Serie A).
  - Edinson Cavani con 29 reti nella Stagione 2012-2013 (Serie A).
  - Gonzalo Higuaín con 36 reti nella Stagione 2015-2016 (Serie A).
  - Victor Osimhen con 26 reti nella Stagione 2022-2023 (Serie A).
  - Emanuele Calaiò con 18 reti nella Stagione 2005-2006 (Serie C1).
- Miglior marcatore in una gara europea: Daniel Fonseca, 5 reti in Valencia-Napoli 1-5 (16 settembre 1992), nella Coppa UEFA 1992-1993.
- Miglior Cannoniere in Coppa Italia: Giuseppe Savoldi con 12 reti nella Coppa Italia 1977-1978.
- Miglior marcatore in una gara di Coppa Italia: Giuseppe Savoldi, 4 reti in Napoli-Juventus 5-0 nella Coppa Italia del 1977-1978.
- Vincitori della classifica cannonieri in Coppa Italia:
  - Glauco Gilardoni con 3 reti nella Coppa Italia 1961-1962.
  - Faustinho Cané con 3 reti nella Coppa Italia 1964-1965.
  - Giuseppe Savoldi con 12 reti nella Coppa Italia 1977-1978.
  - Giuseppe Damiani con 6 reti nella Coppa Italia 1979-1980.
  - Bruno Giordano con 10 reti nella Coppa Italia 1986-1987.
  - Diego Armando Maradona con 8 reti nella Coppa Italia 1987-1988.
  - Edinson Cavani con 5 reti nella Coppa Italia 2011-2012.
  - José María Callejón e Lorenzo Insigne con 3 reti nella Coppa Italia 2013-2014.
- Miglior rigorista in campionato: Diego Armando Maradona con 30 reti.
- Portiere con la striscia d'imbattibilità più lunga in campionato: Dino Zoff con 590 minuti d'imbattibilità nella Stagione 1970-1971.
- Portiere con la striscia d'imbattibilità più lunga nelle partite casalinghe: Morgan De Sanctis con 799 minuti d'imbattibilità nella Stagione 2010-2011.[81]
- Giocatore più giovane a disputare una partita in Serie A: Antonio Carannante a 16 anni, 8 mesi e 26 giorni in Napoli-Torino (21 marzo 1982).
- Giocatore più vecchio a disputare una partita in Serie A: Luca Bucci a 40 anni, 1 mese e 6 giorni in Cagliari-Napoli (19 aprile 2009)
- Acquisto più costoso: Victor Osimhen (dal Lille), 70.000.000 di euro[82] (2020).
- Cessione più remunerativa: Gonzalo Higuaín (alla Juventus), 90.000.000 di euro[83] (2016).
- Record di abbonati: 70.402 nella Stagione 1975-1976.
- Record di pubblico in campionato: 90.736 spettatori in Napoli-Juventus del 1974 (Serie A 1974-1975).

## Record
- Nel campionato italiano, oltre ad aver vinto 4 scudetti, il Napoli si è classificato 8 volte secondo e 11 volte terzo. In 79 partecipazioni ai Campionati di serie A a girone unico disputati, la società è salita sul podio nel 29,1% dei casi.
- Il Napoli è l'unica squadra ad aver vinto in ogni categoria professionistica (Serie A, Serie B e Serie C, più il campionato riservato alle squadre del Centro-Sud).
- Il Napoli vanta, in coabitazione con Bologna (1931-1932) e Juventus (1932-1933), il record dei punti (33 su 34) ottenuti nelle gare interne in un campionato a 18 squadre con 2 punti per vittoria (16 vittorie ed 1 pareggio in 17 partite), realizzato nel torneo 1989-1990: l'unica squadra che riuscì a strappare un pareggio al San Paolo fu la Sampdoria.
- Il Napoli detiene il record del maggior numero di reti segnate in trasferta (50) nel campionato italiano a 20 squadre (edizione 2016-2017).
- Il Napoli è l'unica squadra, insieme al Grande Torino, ad aver vinto tutti e quattro gli scontri diretti in trasferta con le squadre di Milano e Roma nella medesima edizione di un campionato (edizione 2016-2017).
- In Serie A il Napoli ha realizzato la migliore vittoria esterna e subìto la peggiore sconfitta casalinga contro la stessa squadra, ovvero il Bologna, perdendo in casa per 1-6 nel 1939 e vincendo fuori casa per 1-7 settantotto anni dopo (4 febbraio 2017).
- Il Napoli detiene il record di vittorie consecutive in Coppa Italia, ossia 20 (di cui 2 nella Coppa Italia 1985-1986, 13 nella Coppa Italia 1986-1987 e 5 nella Coppa Italia 1987-1988).
- Il Napoli è l'unica squadra, insieme al Vado, ad aver vinto un'edizione della Coppa Italia (1961-1962) da non militante in massima serie (Serie B per entrambi i casi).
- Il Napoli ha conquistato la Coppa Italia 1986-1987 vincendo tutte le partite (13 su 13), stabilendo un record eguagliato in seguito (seppur con meno partite disputate) da:
  - Fiorentina, nella Coppa Italia 1995-1996 (8 su 8);
  - Inter, nella Coppa Italia 2009-2010 (5 su 5);
  - Juventus (che aveva già stabilito tale record nella Coppa Italia 1937-1938, ottenendo 6 vittorie su 6), nella Coppa Italia 2017-2018 (5 su 5).
- Il Napoli è l'unica squadra ad aver disputato sia la Supercoppa italiana maggiore, sia quella minore di Lega Pro.
- Il Napoli condivide con Torino (1942-1943), Juventus (1959-1960, 1994-1995, 2014-2015, 2015-2016, 2016-2017 e 2017-2018), Lazio (1999-2000) e Inter (2005-2006 e 2009-2010) il primato di aver vinto sul campo, nella stessa stagione, Scudetto e Coppa Italia (stagione 1986-1987).
- Nella fase a gironi della Champions League 2022-2023 il Napoli ha battuto in trasferta per 1-6 l'Ajax, infliggendo così ai lancieri la loro peggiore sconfitta della storia in campo internazionale.